# Philippe Stern (velejador)
Philippe Stern nasceu em Genebra em 1939 e pertence à família proprietária da  Patek Philippe desde que o seu avô a comprou em 1932. 
Grande amador de vela, Philippe Stern já ganhou por sete vezes o  Bol d'Or, no Lago Lemano, nos várias modelos de barcos  -  Trimarans ou Catamarans - que mantêm  sempre o nome, Altaïr.